# Vous ne l'emporterez pas avec vous
Pour plus de détails, voir Fiche technique et Distribution.
Vous ne l'emporterez pas avec vous (You Can't Take It With You) est un film américain réalisé par Frank Capra, sorti sur les écrans en 1938.

## Synopsis
Anthony P. Kirby est un homme d'affaires ambitieux qui souhaite installer l'une de ses usines dans un quartier résidentiel mais doit pour cela exproprier plusieurs personnes. Ayant acheté la plupart des terrains du bloc, il se heurte à l'opposition de Martin Vanderhof qui refuse de lui vendre sa maison. Parallèlement, Tony Kirby, son fils, demande en mariage sa secrétaire Alice Sycamore qui se trouve être la petite-fille de Martin Vanderhof.

## Fiche technique
- Titre : Vous ne l'emporterez pas avec vous
- Titre original : You Can't Take It With You
- Réalisation : Frank Capra
- Scénario : Robert Riskin d'après la pièce de théâtre de George S. Kaufman et Moss Hart
- Production : Frank Capra
- Société de production : Columbia Pictures
- Musique originale : Dimitri Tiomkin, Mischa Bakaleinikoff et Ben Oakland (en)
- Photographie : Joseph Walker
- Montage : Gene Havlick
- Costumes : Irene et Bernard Newman (pour Jean Arthur)
- Direction artistique : Stephen Goosson et Lionel Banks (associé)
- Pays de production :  États-Unis
- Format : noir et blanc − son mono (RCA Victor High Fidelity Sound System)
- Genre : comédie
- Langue : anglais
- Durée : 126 minutes
- Dates de sortie : 
  - États-Unis :
    - 23 août 1938 (avant-première)
    - 1er septembre 1938 (première à New York)
    - 30 septembre 1938 (première à Los Angeles)

  - France : 3 novembre 1938

## Distribution

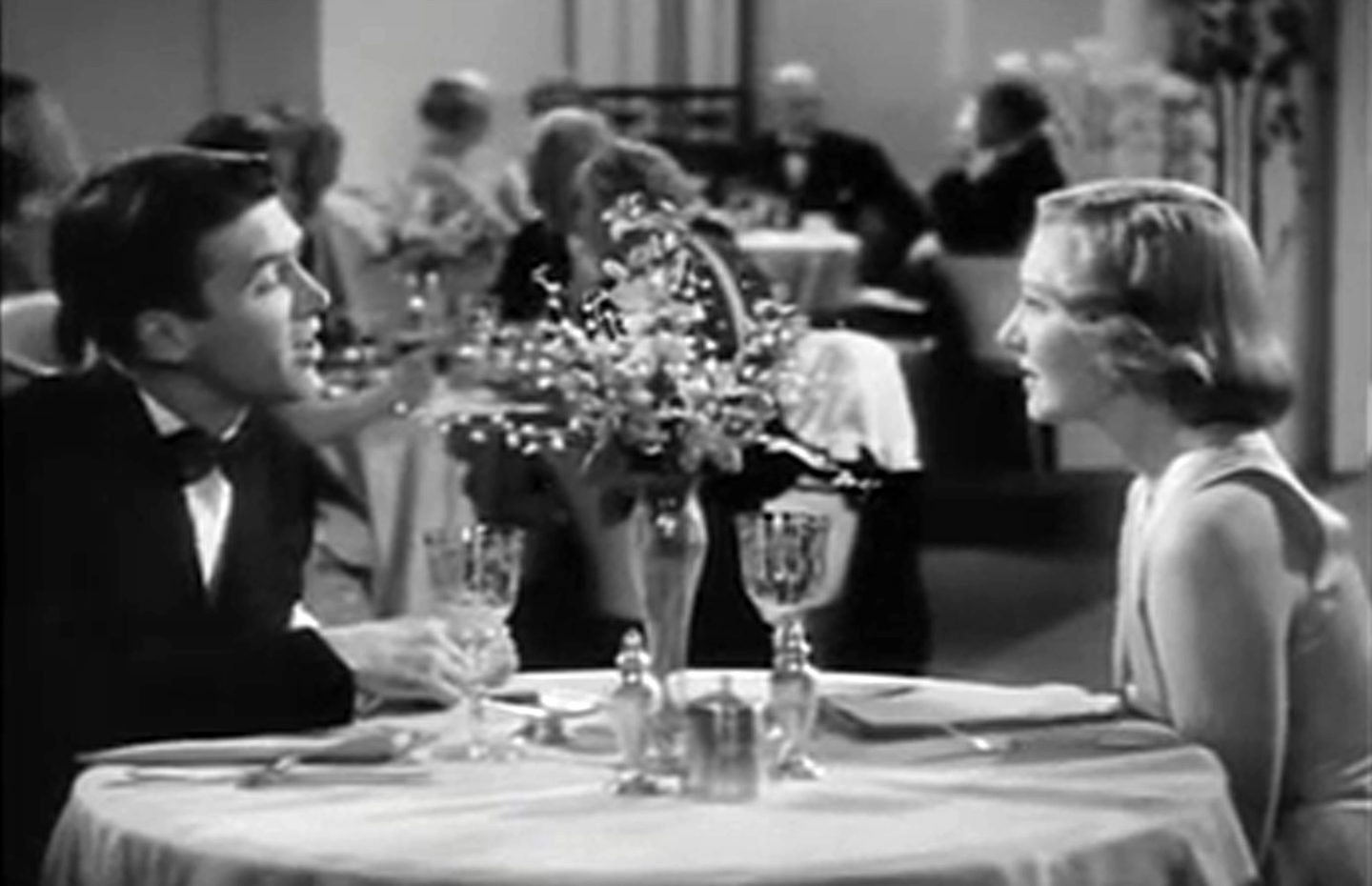
James Stewart et Jean Arthur.

### Acteurs crédités
- Jean Arthur : Alice Sycamore
- Lionel Barrymore (VF : Jean d'Yd) : Grand-père Martin Vanderhof
- James Stewart (VF : Claude Péran) : Tony Kirby
- Edward Arnold (VF : Christian Argentin) : Anthony P. Kirby
- Mary Forbes : Mme Anthony P. Kirby
- Mischa Auer (VF : Jacques Erwin) : Boris Kolenkhov
- Ann Miller : Essie Carmichael
- Spring Byington (VF : Camille Fournier) : Penny Sycamore
- Samuel S. Hinds : Paul Sycamore
- Donald Meek : M. Poppins
- H. B. Warner : M. Ramsey
- Halliwell Hobbes : M. DePinna
- Dub Taylor : Ed Carmichael
- Lillian Yarbo : Rheba
- Eddie 'Rochester' Anderson : Donald
- Clarence Wilson (VF : Fred Pasquali) : John Blakely
- Ann Doran : Maggie O'Neill
- Christian Rub : Schmidt
- Charles Lane : Henderson
- Harry Davenport : le juge

### Acteurs non crédités
- Frank Austin : un voisin
- Irving Bacon : Henry, le serveur
- Ward Bond : Mike, le détective
- Joe Bordeaux : le chauffeur de taxi
- Eddy Chandler : un policier
- Wallis Clark : Bill Hughes
- Anne Cornwall : Mlle Jones, la secrétaire de Blakely
- Edward Earle : le directeur de la banque
- James Flavin : un gardien de prison
- Byron Foulger : un assistant de Kirby
- Robert Greig : Lord Melville
- John Hamilton : un invité de Kirby au dîner
- Edward Hearn : un employé du tribunal
- Russell Hicks : l'avocat de Kirby
- Pert Kelton : une jeune femme à la prison
- Frank Shannon : Mac
- Edwin Stanley : un cadre de la banque
- Walter Walker : le gouverneur Leach
- Ian Wolfe : le secrétaire de Kirby
- Et le corbeau Jimmy

## Commentaires
Fable sociale sur l'Amérique des années 1930, Vous ne l'emporterez pas avec vous reprend plusieurs des thèmes chers à Frank Capra. Le personnage d'Anthony P. Kirby représente l'Amérique des nantis, à qui l'argent et le pouvoir ont fait oublier les vraies valeurs. La famille Vanderhof-Sycamore, galerie de doux-dingues aux principes simples et vrais, incarne avec humour les valeurs humanitaires, sociales et morales que Capra a défendues dans son œuvre cinématographique.
Le scénario du film fut adapté par Riskin de la pièce de théâtre éponyme à succès de George S. Kaufman et Moss Hart qui mettait en scène une maison pleine d'excentriques rêveurs menée par un grand-père indulgent. La pièce reçut le prix Pulitzer en 1937.

## Distinctions
- 1938 : 11e cérémonie des Oscars

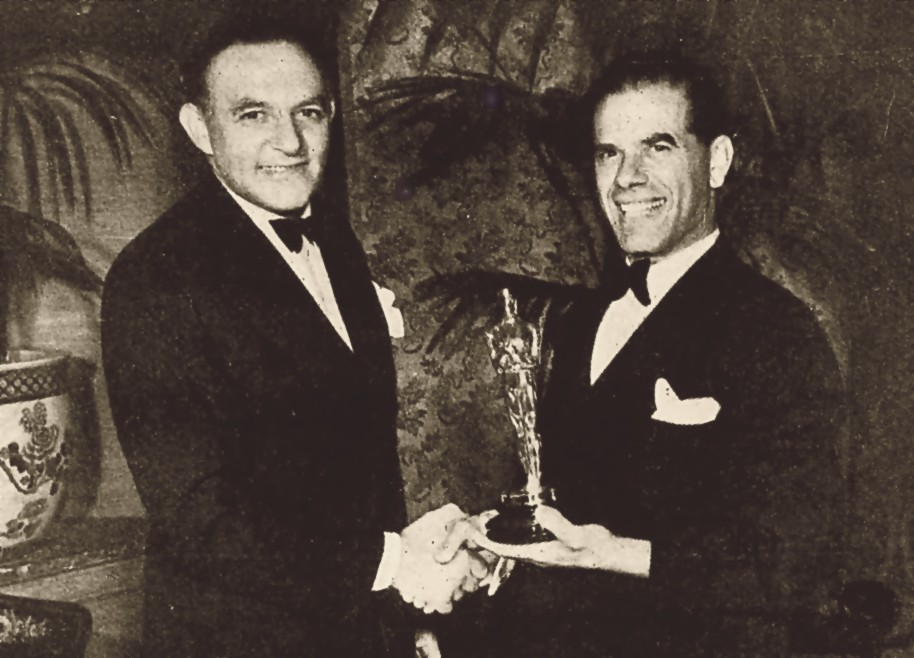
Harry Cohn remettant l'Oscar à Frank Capra pour Vous ne l'emporterez pas avec vous (You Can't Take It with You).

  - Oscars remportés : Oscar du meilleur film, Oscar du meilleur réalisateur (Frank Capra)
  - Nominations : Oscar de la meilleure actrice de second rôle (Spring Byington dans le rôle de Penny Sycamore), Oscar du meilleur scénario adapté (Robert Riskin), Oscar du meilleur montage (Gene Havlick)